# Селище (Казатинский район)
Селище (укр. Селище) — село на Украине, находится в Казатинском районе Винницкой области.
Код КОАТУУ — 0521480406. Население по переписи 2001 года составляет 243 человека. Почтовый индекс — 22120. Телефонный код — 4342.
Занимает площадь 1,524 км².

## История
В 1946 году указом ПВС УССР село Татарское Селище переименовано в Селище.

## Адрес местного совета
22120, Винницкая область, Казатинский р-н, с. Белополье, ул. Будьонного, 3а